# 路 (行政区划)
路是中国宋朝、金朝、元朝时行政区划名称，明朝废除；越南陳朝也有名為“路”的行政區劃。

## 北宋
宋太祖汲取了唐朝藩镇割据的教训，一级行政区划改为“路”。至道三年（997年）始定为十五路，包括京东（治所今河南商丘）、京西（治所今河南洛阳）、河北（治所今河北大名）、河东（治所今山西太原）、陕西（治所今陕西西安）、淮南（治所今江苏扬州）、江南（治所今江苏南京）、荆湖南（治所今湖南长沙）、荆湖北（治所今湖北荆州）、两浙（治所今浙江杭州）、福建（治所今福建福州）、西川（治所今四川成都）、峡（治所今重庆奉节）、广南东（治所今广东广州）、广南西（治所今广西桂林）。
咸平四年（1001年）分西川为利州（治所今陕西汉中）、益州（治所今四川成都）二路，分峡路为夔州（治所今重庆奉节）、梓州（治所今四川三台）二路。
天禧四年（1020年）分江南路为江南东（治所今江苏南京）、西（治所今江西南昌）二路。
熙宁五年（1072年）分京西路为南（治所今湖北襄阳）、北（治所今河南洛阳）二路，分淮南路为东（治所今江苏扬州）、西（治所今安徽寿县）二路，分陕西为永兴军（治所今陕西西安）、秦凤（治所今甘肃天水）二路。之后又将河北路分为东（治所今河北大名）、西（治所今河北正定）二路，分京东为京东东（治所今河南商丘）、京东西（治所今山东青州）二路。
崇宁五年（1106年）又将开封府升为京畿路（治所今河南开封）。
宣和四年（1122年）宋金盟约，约定灭辽后宋得燕山府路（治所今北京）和云中府路（治所今山西大同）。结果后来并未设置。
值得一提的是宋代路级机构名目颇多，主要有漕司、宪司、仓司和帅司。
漕司是转运使司的简称，是最先设置的重要路级机构，其长官为转运使，如前所述，其目的在于对藩镇起“制其钱谷”的作用。
宪司是提点刑狱司的简称，太宗时始设，长官称提点刑狱，初为转运司的附庸，真宗景德四年（1007年）成为监察一路的最高司法官员。
仓司是提举常平司的简称，正式成为独立的监司机构在神宗熙宁初年，长官即称提举常平，掌管一路常平新法和水利、茶盐等事。
转运使司、提点刑狱司和提举常平司分掌财赋、刑狱和常平新法，并监察所属州县的官吏，故也统称监司。
帅司是安抚使司的简称，长官称安抚使，原为诸路灾害或用兵而派遣的专使，真宗以后渐成为专治一路军政和治安的长官，往往由这一路分的帅司所驻州府的知府或知州兼任。
漕司、宪司和帅司的路分有时并不尽同，例如元祐元年（1086年），漕司为二十三路，而宪司仅十八路，政和元年（1111年）漕、宪二司都是二十四路，而帅司倒有二十八路。即便漕司、宪司和帅司的路分相同，其各自的治所也不一定同在一处，如以政和元年的京东西路为例，漕司治应天府（今河南商丘南），宪司治济州（今山东巨野），帅司则治郓州（今山东东平）。前述北宋十五路、二十三路和二十四路，都指的是转运司路。
乍一看去，路级机构给人以叠床架屋的感觉，实际上正体现了宋代地方行政贯彻三大纲领的特点。太祖、太宗朝，转运使逐渐拥有比较完整的治理一路的权力，成为一路的最高行政长官。可以说，宋初的转运使实际上是汉朝的刺史、唐代的藩镇在新时期的翻版。正是看到这点，才有其后提点刑狱、提举常平和安抚使的设立，将有关权力依次从转运使那里剥离出去，彻底杜绝了路级长官重蹈前代藩镇覆辙的可能。
漕、宪、仓、帅四司是并行的路级机构，各司所职，各不统属，不但监司之间互不统属，帅司与监司之间也互不统属，分别直接向中央有关部门负责。不仅如此，宋代实行路级长官互察制度，内容包括监司之间的互察、帅司和监司的互察。这种互相牵制的权力机构，使任何路级长官都不可能专权独断，更不可能出现类似藩镇割据那样尾大不掉的局面。

## 南宋
建炎南渡后，宋朝设立两浙东（治所今浙江绍兴）、两浙西（治所今浙江杭州）、江南东（治所今江苏南京）、江南西（治所今江西南昌）、淮南东（治所今江苏扬州）、淮南西（治所今安徽合肥）、荆湖南（治所今湖南长沙）、荆湖北（治所今湖北荆州）、京西南（治所今湖北襄阳）、成都府（治所今四川成都）、潼川府（治所今四川泸州）、夔州（治所今重庆奉节）、利州（治所今陕西汉中）、福建（治所今福建福州）、广南东（治所今广东广州）、广南西（治所今广西桂林）十六路。

## 金朝
金朝实行路、府（州）、县三级管理，路为一级行政区，共19个：上京路（治所今黑龙江阿城）、东京路（治所今辽宁辽阳）、北京路（治所今内蒙古宁城）、西京路（治所今山西大同）、中都路（治所今北京）、南京路（治所今河南开封）、河北东路（治所今河北河间）、河北西路（治所今河北正定）、山东东路（治所今山东青州）、山东西路（治所今山东东平）、大名府路（治所今河北大名）、河东北路（治所今山西太原）、河东南路（治所今山西临汾）、京兆府路（治所今陕西西安）、凤翔路（治所今陕西凤翔）、鄜延路（治所今陕西延安）、庆原路（治所今甘肃庆阳）、临洮路（治所今甘肃临洮）、咸平路（治所今辽宁开原）。

## 元朝
元朝时期路是直属“道”管辖的国家第三级行政区划。除元朝政府首都所在地“路”以外，其他路分为上、下两等。规定户数在10万户以上的路为“上路”，不及10万户的为“下路”，当交通要道人户数不足10万户，也定为“上路”。

## 越南陳朝
越南陳朝有名為路的行政區劃，但與中國各朝的路都不相同，如：路名只用一個字（烘路、快路等）；又如路下直接管轄“社”、“甲”、“場”、“江”之類單位，而非府、州、縣。